# Pearl Jam
Pearl Jam — американская рок-группа, одна из четырёх ключевых групп (наряду с Alice in Chains, Nirvana и Soundgarden, так называемая «большая четвёрка») музыкального движения гранж, пользовавшегося большой популярностью в первой половине 1990-х годов. Группа быстро стала известной благодаря своему дебютному альбому, Ten, в 1991 году.
За свою более чем тридцатилетнюю карьеру группа выпустила двенадцать студийных альбомов, два мини-альбома, восемь концертных альбомов, четыре DVD, четыре сборника, тридцать два сингла и двести шестьдесят три официальных бутлега.
На текущее время группа продала более 31.5 миллионов копий альбомов в США и около 60 миллионов в мире. Pearl Jam пережили и превзошли многих своих современников по альтернативному року и считаются одной из самых влиятельных групп десятилетия. Стивен Томас Эрлевайн из AllMusic назвал Pearl Jam «самой популярной американской рок-н-ролл группой 90-х». 7 апреля 2017 года Pearl Jam были включены в Зал славы рок-н-ролла.

## История группы

### Формирование и ранние годы (1984—1990)
В середине 1980-х годов Стоун Госсард и Джефф Амент являлись членами новаторской гранж-группы Green River. В 1987 году коллектив был расформирован в связи со стилистическими разногласиями между ними и коллегами по группе, Марком Армом и Стивом Тёрнером. В конце 1987 года Госсард и Амент начали играть с Эндрю Вудом, вокалистом Malfunkshun, в результате организовав группу Mother Love Bone. В 1988—1989 годах группа набирала популярность, записывая демотреки и гастролируя. В итоге, музыкантам поступило предложение со стороны лейбла PolyGram, который, в начале 1989 года, подписал с ними контракт. Дебютный альбом Mother Love Bone, Apple, был выпущен в июле 1990 года, через четыре месяца после смерти Вуда от передозировки героина.
Амент и Госсард, после смерти Вуда и, последующего за этим, распада Mother Love Bone, находились в состоянии глубокой депрессии. Госсард провёл много времени за написанием материала, получившегося очень мрачным. Через несколько месяцев, в конце 1990 года, он стал джемовать с гитаристом Майком Маккриди из Сиэтла, ранее игравшим в группе Shadow. Маккриди предложил Госсарду воссоединиться с Аментом. Попрактиковавшись некоторое время, трио записали демо, состоящее из пяти песен, и разослали его в поисках ударника и вокалиста. Одну демозапись они дали бывшему ударнику Red Hot Chili Peppers, Джеку Айронсу, который должен был передать демо любому, кто, по его мнению, мог бы занять место вокалиста.
Айронс отказался от предложения играть в группе и передал запись своему приятелю из Сан-Диего Эдди Веддеру, вместе с которым он играл в баскетбол. В это время Веддер работал на бензоколонке и временами выступал в качестве вокалиста с группой Bad Radio. После прослушивания кассеты, у него появилось несколько идей для написания лирики. Веддер записал вокал для трёх песен («Alive», «Once» и «Footsteps»), которые позднее описывал как мини-оперу под названием Momma-Son. Затем Веддер отправил демокассету вместе с записями своего вокала Аменту и Госсарду, которые были настолько впечатлены, что тут же позвали его к себе в Сиэтл на прослушивание. Через неделю Веддер присоединился к группе.
С приходом Дэйва Крузена на место ударника, группа стала думать над названием. Музыканты остановили свой выбор на Mookie Blaylock, в честь известного баскетболиста. Под этим названием группа отыграла своё первое шоу в Off Ramp Café, 22 октября 1990 года в Сиэтле. Вскоре с ними подписал контракт Epic Records и группа была переименована в Pearl Jam. В своих ранних интервью, Веддер утверждал, что «Pearl Jam», это отсылка к его прабабушке Перл, часто готовившей по особому рецепту джем из пейота. Однако, в интервью журналу Rolling Stone в 2006 году, Веддер признался что эта история была «полной чушью», даже если он и имел прабабушку по имени Перл. В свою очередь, Амент и Маккриди говорили, что слово «pearl» (жемчужина) придумал Амент, а окончательное название «Pearl Jam» пришло к группе после посещения музыкантами концерта Нила Янга, во время которого он, импровизируя, растягивал свои песни до 15-20 минут.

### Ten(1991—1992)
В марте 1991 года Pearl Jam вернулись в студию London Bridge Studio в Сиэтле для записи своего дебютного альбома Ten. В мае Крузен покинул группу, а на его место пришёл Мэтт Чемберлен, ранее игравший в Edie Brickell & New Bohemians. После нескольких выступлений и съёмок клипа на песню «Alive», Чемберлен ушёл в Saturday Night Live. Уже во время тура в поддержку Ten, его заменил Дэйв Аббруццезе.
Выпущенный 27 августа 1991 года, Ten состоял из одиннадцати композиций, основными темами которых являлись депрессия, суицид, одиночество и убийства. В музыкальном плане Ten был похож на классический рок, скомбинированный с гармоничной лирикой и гимноподобным звучанием. Альбом сначала продавался довольно плохо, но ко второй половине 1992 года он стал «золотым» в США, заняв вторую позицию в чарте Billboard. Также группой было выпущено три сингла «Alive», «Even Flow» и «Jeremy», причём на написание последнего Веддера вдохновила реальная история об ученике колледжа, застрелившегося на глазах у своих одноклассников. Ten держался в чарте Billboard на протяжении более чем двух лет, в итоге став тринадцать раз «платиновым».
После выпуска Ten, Pearl Jam стали ключевой группой сиэтлской гранж-сцены наравне с Alice in Chains, Nirvana, и Soundgarden. Несмотря на успех дебютного альбома, его сильно критиковала пресса, кроме того, Pearl Jam подвергались нападкам Курта Кобейна, считавшего, что музыка группы направлена исключительно на коммерческий успех. Также Кобейн оспаривал принадлежность Ten к альтернативному року. Позднее он помирился с Веддером, с которым продолжал поддерживать дружеские отношения вплоть до своей смерти в 1994 году.
В 1992 году состоялись первые телевизионные выступления Pearl Jam на Saturday Night Live и MTV Unplugged. Также группа участвовала в летнем туре Lollapalooza вместе с Red Hot Chili Peppers, Soundgarden и Ministry. Помимо этого, группа записала две песни для саундтрека к фильму Кэмерона Кроу Одиночки: «State of Love and Trust» и «Breath». Кроме того, Эмент, Госсард и Веддер снялись в этом фильме в эпизодических ролях
.

### Vs.иVitalogy(1993—1995)
В 1993 году Pearl Jam получили четыре награды: MTV Video Music Awards за клип «Jeremy». В то же время, несмотря на давление лейбла, группа отказалась снимать клип на песню «Black». После этого инцидента группа стала постоянно отвергать предложения на съёмки музыкальных видео. Веддер объяснял это тем, что клипы позволяют поклонникам группы неправильно интерпретировать смыслы песен.
В 1993 году, намереваясь удержать коммерческий успех, Pearl Jam вернулись в студию. Второй альбом Vs., выпущенный 19 октября 1993 года, был распродан в количестве 950,378 копий за первую неделю. В поддержку Vs. были выпущены синглы «Go», «Daughter», «Animal» и «Dissident».
В том же году, из-за конфликта с фирмой Ticketmaster и последующим судебным разбирательством, группа, в качестве протеста, отменила летний тур по США. После того, как министерство юстиции отказалось рассматривать дело, Pearl Jam решили бойкотировать Ticketmaster, игнорируя договоры с компанией.
Во время тура в поддержку Vs., Pearl Jam написали большую часть песен для своего следующего альбома Vitalogy, над которым коллектив работал в перерыве между гастролями. После записи альбома из группы был уволен барабанщик Дэйв Аббруццезе. Его уход стал результатом серьёзных разногласий с остальными участниками: так, например, Дэйв отказался поддержать бойкот Ticketmaster. На место ударника пришёл Джек Айронс, близкий друг Веддера и бывший барабанщик Red Hot Chili Peppers. Vitalogy вышел 22 ноября 1994 года на виниле, и через две недели в кассетном и CD формате. За первую неделю было продано 877,000 копий альбома. Песня «Spin the Black Circle» выиграла Грэмми в 1996 году в номинации «Лучшее исполнение в стиле хард-рок». После релиза группа продолжила бойкот Ticketmaster.
В 1995 году Pearl Jam, совместно с канадским музыкантом Нилом Янгом, записали альбом Mirrorball. Продюсером и клавишником выступил Брендан О’Брайан, уже сотрудничавший с Pearl Jam ранее. Работа над диском проходила в сиэтлской Bad Animals Studio в течение четырёх сессионных дней: 26 и 27 января, а также 7 и 10 февраля. Из 13 песен, 10 было написано Янгом, две Веддером и одна совместно. В результате, в альбом попало 11 композиций, лишь в одной из которых (Peace and Love) Веддер выступил как вокалист, а в других как бэк-вокалист. Две композиции Веддера, не вошедшие в альбом, позднее были изданы на сингле Merkin Ball, который прилагался к подарочному изданию Mirrorball в качестве бонуса. Альбом достиг четвёртой позиции в чарте Великобритании и пятой в Billboard 200.

### No CodeиYield(1996—1999)
После тура в поддержку Vitalogy, группа вновь вернулась в студию для записи нового альбома, No Code, который, по мнению Веддера, был очень перспективным. Выпущенный в 1996 году, No Code ознаменовал некоторый уход от звучания Ten, сочетая в себе экспериментальные баллады и шумный гаражный рок. Альбом дебютировал на первом месте в чарте Billboard, но быстро опустился вниз. С No Code вышли синглы «Who You Are», «Hail, Hail» и «Off He Goes». Как и после выпуска Vitalogy, тур в поддержку No Code был довольно коротким из-за бойкота Ticketmaster. Осенью 1996 года Pearl Jam отправились в No Code European tour.
В 1997 году, завершив турне, Pearl Jam вернулись в студию для записи своего пятого альбома под названием Yield, который вышел 3 февраля 1998 года. По звучанию альбом был ближе к раннему звучанию группы. Yield дебютировал на втором месте в чарте Billboard, но, подобно No Code, продержался на этой позиции сравнительно недолго К альбому было выпущено всего два сингла: «Given to Fly» и «Wishlist». Впервые с 1992 года группа выпустила музыкальный клип на песню «Do the Evolution», снятый аниматором Тоддом Макфарлейном. Также был снят документальный фильм о процессе записи Yield, «Single Video Theory».
В апреле 1998 года Pearl Jam вновь сменили барабанщика. Из-за недовольства гастрольным графиком, Джек Айронс покинул группу, и был заменён Мэттом Кэмероном из Soundgarden, вскоре ставшим постоянным участником группы. В 1998 году, благодаря тому что иск музыкантов против Ticketmaster был отклонён судом и группа вновь стала сотрудничать с компанией, Pearl Jam провели полномасштабный Yield Tour в Северной Америке. Затем, после успешного летнего тура, группа выпустила концертный альбом Live on Two Legs.
В том же году Pearl Jam записали кавер на «Last Kiss», известную балладу 60-х годов Уэйна Кохрэна. Песня была приурочена к Рождеству специально для фан-клуба группы. Спустя год кавер получил ротацию на радио. По многочисленным просьбам, в 1999 году песня вышла в качестве сингла, заняв второе место в чарте Billboard. Все вырученные с этого релиза средства были направлены на помощь пострадавшим в Косовской войне. Песня также была включена в благотворительный сборник No Boundaries: A Benefit for the Kosovar Refugees.

### Binaural(2000—2001)
После полномасштабного тура в поддержку Yield, группа взяла небольшой перерыв, по окончании которого, в конце 1999 года, музыканты приступили к записи нового альбома. 16 мая 2000 года Pearl Jam выпустили шестой студийный альбом, Binaural. Этот релиз стал дебютной работой в составе группы для ударника Мэтта Кэмерона. Название является отсылкой к технике бинауральных записей, которая была использована на нескольких треках продюсером Чедом Блэком, известным по работе с этим методом звукозаписи. Binaural был первым альбомом, со времён дебютной пластинки группы, записанным без участия продюсера Брендана О’Брайана, поскольку он был задействован в ремикшировании некоторых песен с ранних релизов Pearl Jam. В плане тематики песен альбом получился более мрачным, в отличие от предшествующего ему Yield. Джон Паралес из Rolling Stone заметил в своём обзоре: «Альбом демонстрирует готовность группы экспериментировать». С Binaural было выпущено два сингла: «Nothing as It Seems» (одна из песен с бинауральной записью) и «Light Years». Альбом разошёлся в количестве, превышающим 700 000 копий, став первой студийной работой Pearl Jam не получившей статуса платинового.
Pearl Jam решили записывать каждое выступление с Binaural Tour на профессиональное оборудование, что было обусловлено желанием фанатов иметь собственные копии концертов и расцветом бутлегерства. Pearl Jam Official Bootlegs были попыткой создать качественную продукцию для фанатов, более доступную по цене. Изначально Pearl Jam собирались издавать записи только для членов фан-клуба, но контракт с лейблом воспрепятствовал этому, в результате чего «бутлеги» стали выпускать как в музыкальных магазинах, так и для фан-клуба. Всего, в 2000—2001 года было выпущено 72 концертных альбома, два из которых попали в чарт Billboard.
Европейский тур Pearl Jam 2000 окончился трагедией 30 июня на фестивале в Роскилле, в Дании. Девять фанатов погибло во время давки, случившейся, когда толпа поклонников бросилась вперёд к сцене. После нескольких просьб отойти назад, музыканты перестали играть и попытались успокоить толпу, но было слишком поздно. Два оставшихся выступления были отменены и участники стали задумываться об уходе после этого события. Первоначально, виновными в инциденте были названы сами участники Pearl Jam, но, в итоге, с них сняли все обвинения.
Спустя месяц после этого инцидента, группа отправилась в тур по Северной Америке. 22 октября 2000 года группа отыграла на арене MGM Grand в Лас-Вегасе, отметив таким образом десятую годовщину со дня своего первого выступления. Веддер воспользовался возможностью и поблагодарил всех людей, помогавших группе держаться вместе на протяжении десяти лет. По завершении Binaural Tour, коллектив выпустил сборник Touring Band 2000, который содержал записи выступлений с североамериканского тура.
После атаки террористов 11 сентября, Веддер и Маккриди вместе с Нилом Янгом исполнили песню «Long Road» из мини-альбома Merkin Ball для благотворительного концерта America: A Tribute to Heroes, состоявшегося 21 сентября 2001 года. Вся выручка пошла на помощь членам семей погибших.

### Riot Act(2002—2005)
В начале 2002 года Pearl Jam, после года перерыва, вернулись к работе над новым альбомом. Маккриди описывал атмосферу в студии как «достаточно позитивную» и одновременно с этим как «очень напряжённую и духовную». Относительно процесса написания текстов песен Веддер сказал: «В них было очень много смертности… Это было очень странное время для творчества. Roskilde изменил нас как людей и наше видение мира». 12 ноября 2002 года Pearl Jam выпустили свой седьмой Riot Act. Вскоре вышли синглы «I Am Mine» и «Save You». В музыкальном плане альбом получился довольно экспериментальным и был близок к фолку. Так, в песне «Love Boat Captain» был использован орган, на котором играл Гаспар Бум. Стивен Томас Эрлевайн из Allmusic заявил, что «Riot Act это альбом Pearl Jam, который они хотели сделать ещё со времён Vitalogy — мускулистой арт-рок записи». Песня «Arc» была записана как вокальный трибьют, посвящённый девяти погибшим на Roskilde Festival в июне 2000 года. Веддер исполнил эту песню девять раз во время тура в 2003 году, однако она отсутствует на всех выпущенных бутлегах.
В 2003 году Pearl Jam начали Riot Act Tour, во время которого они посетили Австралию, Японию и Северную Америку. По-прежнему продолжался выпуск официальных бутлегов с концертов во время тура. Всего в музыкальных магазинах было доступно шесть бутлегов: один из Австралии, один из Японии, и четыре из США. На многих выступлениях в Северной Америке Веддер исполнял песню «Bu$hleaguer», посвящённую президенту Джорджу Бушу, с надетой на лицо резиновой маской в начале песни, которую затем вешал на микрофонную стойку.
В июне 2003 года Pearl Jam сообщили, что покинут Epic Records по окончании контракта. В том же году группа самостоятельно выпустила сингл «Man of the Hour», при поддержке Amazon.com. Режиссёр Тим Бёртон попросил Pearl Jam исполнить «Man of the Hour», которая позднее была номинирована на Golden Globe Award, для саундтрека к фильму Крупная рыба.
Группа также выпустила сборник Lost Dogs, содержащий DVD с записью выступления 8 июля 2003 года в Нью-Йорке в Madison Square Garden, изданный Epic Records в ноябре того же года. В 2004 году Pearl Jam выпускают концертный альбом Live at Benaroya Hall, через BMG. В 2004 песня «Yellow Ledbetter» была использована в финальном эпизоде сериала Друзья. Годом позднее, Epic издаёт сборник rearviewmirror (Greatest Hits 1991—2003), включающий в себя лучшие песни группы, записанные в период с 1991 по 2003 год. Этот релиз ознаменовал конец договорного соглашения Pearl Jam с Epic Records.
В апреле 2005 года Pearl Jam выступили в Сиэтле на концерте в Easy Street Records. В июне 2006 года запись шоу была выпущена в виде концертного альбома Live at Easy Street и издавалась эксклюзивно в независимых музыкальных магазинах. Затем группа отправилась в North American/Latin American Tour, начав его с благотворительного выступления в Канаде, организованного Джоном Тестером. В конце тура Pearl Jam открывали концерт Rolling Stones в Питтсбурге. Завершающий концерт американского турне состоялся в Филадельфии. В 2005 году на сайте группы стал доступен официальный бутлег. 5 октября в Чикаго Pearl Jam отыграли благотворительный концерт в помощь пострадавшим от урагана Катрина. 22 ноября Pearl Jam начали очередной тур по Латинской Америке.

### Переход на J Records иPearl Jam(2006—2008)
После тура Vote for Change 2004 года группа начала работу над своей следующей пластинкой. Эта запись должна была стать первый релизом Pearl Jam на новом лейбле. Продюсер Клив Дэвис в феврале 2006 года сообщил, что Pearl Jam присоединятся к его лейблу J Records, который являлся частью Sony Music Entertainment (также известного как Sony BMG). Восьмой студийный альбом, Pearl Jam, вышел 2 мая 2006 года. Ряд критиков отметили, что Pearl Jam является возвращением группы к звучанию ранних альбомов, а Маккриди в интервью 2005 года сравнил эту работу с Vs.. По словам Амента, «группа играла что попало. Здесь есть некая непосредственность, вот до чего мы дошли». Крис Виллман из Entertainment Weekly говорил: «в мире полном мальчиков занимающихся мужской работой, Pearl Jam по-прежнему могут сохранять авторитет». Основными темами альбома стали социально-политические проблемы США. Песня «World Wide Suicide» содержала критику военной кампании в Ираке и американской внешней политики. Эта композиция вышла в качестве сингла и вскоре лидировала в чартах Billboard Modern Rock и в Mainstream Rock. До этого, такой позиции в этом хит-параде группа достигала в 1996 году, с песней «Who You Are». С Pearl Jam вышло ещё два сингла: «Life Wasted» и «Gone».
В поддержку Pearl Jam, группа в 2006 году отправилась в мировое турне, в ходе которого планировала посетить Северную Америку, Австралию и Европу, в которую они не приезжали с концертами шесть лет. Североамериканские гастроли включали в себя три ночных выступления на разогреве у группы Tom Petty and the Heartbreakers. Несмотря на то, что после трагических событий на Роскилле, музыканты стали отказываться от участия в крупных фестивалях, группа выступила в качестве хэдлайнеров на Leeds и Reading. Оба шоу Веддер начал с призыва к фанатам уважительно относиться к друг другу. Позднее он говорил, что решение о возвращении на такие фестивали было обусловлено доверием к фанатам, а вовсе не стремлением продемонстрировать храбрость.
В 2007 году Pearl Jam записали кавер на песню The Who «Love, Reign o’er Me» для фильма Майка Бендера Опустевший город. Позднее она была опубликована в iTunes Music Store. В том же году группа отыграла ряд концертов в рамках европейского тура и выступила в качестве хэдлайнеров на Lollapalooza в Чикаго, 5 августа. В июне группа выпустила CD-бокс названный Live at the Gorge 05/06, содержащий запись выступления в The Gorge Amphitheatre, а в сентябре был издан DVD Immagine in Cornice, с записями итальянских шоу в 2006 году.
В июне 2008 года, группа выступила в качества хэдлайнера на Bonnaroo Music Festival, ставший стартовой точкой, с которой начался Pearl Jam 2008 U.S.. В июле группа выступает на VH1, трибьюте The Who, вместе с Foo Fighters, Incubus и The Flaming Lips. Во время выборов президента США, Pearl Jam опубликовали на своём сайте бесплатный документальный фильм Vote for Change?, об одноимённом туре группы в 2004 году.

### Переиздания иBackspacer(2009—2012)
В марте 2009 года Ten при участии Брендана О’Брайана был переиздан в четырёх версиях, дополнительно содержащих ряд ремиксов, DVD-запись выступления группы в 1992 на MTV Unplugged, и LP с их концертом 20 сентября 1992 года в Сиэтле. Это был первый сборник из планируемых переизданий, приуроченных к двадцатой годовщине основания группы, которая должна была исполниться в 2011 году. Pearl Jam также снялись в фильме Кэмерона Кроу Pearl Jam Twenty, который был выпущен осенью 2011 года. Кроме того, весной того же года были переизданы делюкс-версии Vs. и Vitalogy.
Pearl Jam начали работу над новой пластинкой ещё в 2008 году. В следующем году группа записала несколько демотреков; также в это время писалась музыка и к новым песням. Девятый студийный альбом, получивший название Backspacer, был спродюсирован Бренданом О’Брайном, последний раз работавшим с группой во время записи Yield. Backspacer занял первую строчку в чарта Billboard, повторив успех No Code , и был распродан в количестве превышающем 635,000 копий, по сведениям на июль 2013 года Nielsen SoundScan. По звучанию релиз был близок к поп-музыке и новой волне. По мнению Стивена Томаса Эрлевайна из Allmusic, до Backspacer Pearl Jam «не хотели и не могли быть такими раскованными, беспардонными, легкомысленными и весёлыми». Комментируя лирику альбома, Веддер говорил: «Все эти годы я пробовал быть оптимистичным, но теперь я думаю всё будет проще». Песня «The Fixer» была выбрана первым синглом из альбома. Pearl Jam отказались продлять контракт с J Records и выпустили альбом через собственный лейбл Monkeywrench Records в США и через Universal Music Group в остальном мире. Pearl Jam заключили с Target договор на издание эксклюзивного коллекционного сборника в магазинах США. Этот релиз также можно было приобрести на официальном сайте группы, независимых музыкальных магазинах, интернет-магазинах или через iTunes. В интервью на радио Сан-Диего Маккриди сказал, что в 2010 году группа может выпустить новый мини-альбом; позже Веддер отметил, что песни из планируемого релиза могут быть изданы лишь в следующем полноформатном альбоме.
В августе 2009 года Pearl Jam возглавили Virgin Festival и Outside Lands Music and Arts Festival. Также они отыграли пять шоу в Европе и три в Северной Америке. В октябре 2009 года Pearl Jam выступили хэдлайнерами на Austin City Limits Music Festival. В ночь на Хэллоуин группа отыграла финальный концерт тура в Philadelphia Spectrum. Позднее музыканты провели тур по Океании. В мае 2010 года группа начала новый тур с выступления на New Orleans Jazz & Heritage Festival. Продолжив тур по восточному побережью, группа завершила его 21 мая концертом в Нью-Йорке. Лето группа провела в европейском турне, во время которого они впервые посетили Северную Ирландию. В октябре 2010 года Pearl Jam выступили на Bridge School Benefit Concert. 17 января 2011 года вышел концертный альбом Live on Ten Legs.
В марте 2010 года Джеф Амент, в интервью журналу Billboard, сообщил, что у группы уже есть 25 песен для нового альбома, работу над которым они начали в апреле. В мае группа начала тур из десяти выступлений по Канаде.
8 сентября 2011 года группа выпустила новую песню «Olé». В ноябре был издан очередной концертный альбом Toronto 9.11.11, который можно было бесплатно скачать с Google Music.
21 ноября 2011 года, в рамках PJ20 World Tour, Pearl Jam посетили Коста-Рику, где на их концерт пришло около 30.000 поклонников. Спустя месяц, группа анонсировала европейский тур, который должен был начаться в июне 2012 года.

### Lightning Bolt(2011—2017)
11 июля 2011 года группа анонсировала свой десятый студийный альбом Lightning Bolt, который вышел 14 октября 2013 года в мире и на день позже в США. Также, 14 октября из альбома был издан первый сингл «Mind Your Manners». Второй сингл, «Sirens», был выпущен 18 сентября 2013 года. За первую неделю было продано 166,000 копий Lightning Bolt, ставшего, таким образом, пятым альбомом Pearl Jam, занявшим первое место Billboard 200. Группа отправилась в Lightning Bolt Tour, в рамках которого они отыграли ряд концертов в Северной Америке в ноябре и октябре. В качестве хэдлайнеров Pearl Jam выступили на фестивале Big Day Out в Австралии и Новой Зеландии в 2014 году.
В феврале 2015 года группа получила премию Грэмми в номинации «Лучшая упаковка записи». В ноябре 2015 года коллектив провёл турне по Латинской Америке. В январе 2016 года Pearl Jam анонсировали очередной тур по США и Канаде, во время которого группа выступила на джазовом фестивале Jazz & Heritage в Новом Орлеане и музыкальном фестивале Боннару.
В апреле 2017 Pearl Jam были введены в Зал славы рок-н-ролла. В августе коллектив анонсировал релиз концертного альбома и DVD Let's Play Two, которые были записаны во время выступления группы на Ригли-филд в предыдущем году.

### Гастроли иGigaton(2018—2024)
В марте 2018 года Pearl Jam провели турне с концертами по Южной Америке, включая выступление на Lollapalooza в Чили, Аргентине, последний из которых был отменён из-за сильного дождя накануне вечером. Далее последовали выступления в Европе и Северной Америке. Тур также включал два благотворительных шоу, связанных с бездомностью, в родном городе группы Сиэтле.
Перед первыми шоу в Южной Америке Pearl Jam выпустили новую песню «Can't Deny Me», взятую из их предстоящего студийного альбома. В декабре 2019 года Pearl Jam подтвердили, что будут гастролировать по Европе летом 2020 года. 13 января 2020 года группа объявила, что новый одиннадцатый студийный альбом Gigaton, выйдет 27 марта 2020 года. В связи с выходом альбома, группа также объявила даты гастролей по Северной Америке в марте и апреле 2020 года. Однако из-за пандемии коронавируса североамериканская часть тура была отложена и перенесена на более поздний срок. В сентябре 2020 года группа подтвердила, что их концертный альбом MTV Unplugged будет впервые выпущен на виниле и CD в следующем месяце.
В мае 2021 года Pearl Jam объявили о выпуске цифрового сборника почти 200 концертов с 2000 по 2013 год. Сборник из 5404 отдельных песен под названием Deep доступен членам клуба Pearl Jam Ten Club. 18 сентября 2021 года группа отыграла свой первый концерт с 2018 года на фестивале Sea.Hear.Now в Эсбери Парке, штат Нью-Джерси, где бывший гитарист Red Hot Chili Peppers Джош Клингхоффер дебютировал в качестве гастролирующего музыканта с группой. В мае 2022 года Мэтт Кэмерон был вынужден пропустить свое первое за 24 года после присоединения к группе выступление  из-за положительного результата теста на вирус COVID-19. Джош Клингхоффер и Ричард Стуверуд заменили на барабанах Кэмерона. В апреле 2023 года Pearl Jam объявили о проведении 4-го этапа своего тура Gigaton Tour, в основном на Среднем Западе США. В сентябре 2023 года их концерт в Ноблсвилле, штат Индиана, был отложен из-за болезни участников группы.

### Dark Matterи уход Мэтта Кэмерона (2024 — настоящее)
На закрытом концерте в The Troubadour в Лос-Анджелесе группа подтвердила выход нового альбома под названием Dark Matter, продюсером которого выступил Эндрю Уотт. На обложке альбома изображена световая живопись Александра Гнездилова. Альбом был выпущен 19 апреля 2024 года и получил одобрение критиков  незадолго до мирового турне 2024 года. Анонс альбома состоялся одновременно с выпуском заглавного трека в качестве лид-сингла. Альбом был номинирован на премию Грэмми в категориях «Лучший рок-альбом», «Лучшая рок-песня» («Dark Matter») и «Лучшее рок-исполнение» («Dark Matter»). В туре были представлены сценические образы уроженца Сиэтла Роба Шеридана, известного по работе с Трентом Резнором и Nine Inch Nails; Это стало первым случаем использования группой подобных видеовизуальных эффектов во время тура, а работа Шеридана также появилась в их живом музыкальном клипе «Wreckage» . В июне и июле 2024 года группа отменила три концерта в Лондоне и Берлине из-за серьёзной болезни участников группы, которую Веддер описал как «околосмертный опыт», похожий на бронхит.
7 июля 2025 года Кэмерон объявил о своем уходе из Pearl Jam, а группа выпустила заявление, в котором поблагодарила его за 27 лет службы.

## Стиль и влияние
По сравнению с другими гранж группами начала 1990 годов, стиль Pearl Jam был заметно менее тяжёлым и более близким к классической рок музыке 70-х. Участники Pearl Jam ссылаются на множество панк-рок и классических рок групп повлиявших на их творчество, среди которых The Who, Led Zeppelin, Нил Янг, Kiss, Dead Boys и Ramones. Успех Pearl Jam объясняется их особым звучанием, сочетающим в себе «рифы стадионного рока 70-х с мужеством и гневом пост-панка 80-х, без какого-либо пренебрежения хуками и припевами». Госсард, играющий ритм-партии на гитаре, известен своим чувством ритма, а игру Маккриди, исполняющего соло-партии, по его словам, навеянную стилем Джимми Хендрикса, называли очень чувственной.
Pearl Jam старались экспериментировать на каждом последующем диске. По словам Веддера музыканты хотели сделать звук менее броским, без хуков. Он говорил: «Я чувствую, что чем больше мы становимся популярными, тем больше ощущаем, что мы давим свои головы». В альбоме Vitalogy преобладает влияние панк-рока. Альбом No Code был намеренно сделан непохожим на Ten. Песни с этой пластинки содержали элементы, присущие гаражному року и экспериментальной музыке. Yield по звучанию был схож с ранними работами группы. Позднее, в альбоме Binaural, группа добавила в свою музыку арт-рок, а в Riot Act — фолк-рок. Альбом Pearl Jam опять вернул группу к своему раннем звучанию. Backspacer содержал элементы поп-музыки и музыки новой волны.
Критик Джим Дерогатис отмечал сходство голоса Веддера с вокалом Джима Моррисона. В свою очередь, Грег Прато из Allmusic говорил, что «со своей нелицеприятной и конфессиональной лирикой, а также баритоном Джима Моррисона, он стал одним из самых выдающихся вокалистов рока». Тексты песен Веддера затрагивают и личные («Alive», «Better Man») и социально-политические проблемы («Even Flow», «World Wide Suicide»). Также частыми темами являются свобода и индивидуализм. Когда группа начинала, Госсард и Маккриди были чётко обозначены как ритм-гитарист и соло-гитарист соответственно. Во время Vitalogy Веддер также взял в руки гитару и стал вторым ритм-гитаристом. В 2006 году Маккриди говорил: «Хотя есть три гитары, я думаю, что мы можем играть так и дальше».

## Наследие
Несмотря на то, что именно под влиянием Nirvana гранж перестал быть исключительно андеграундным явлением и стал мейнстримом, Pearl Jam быстро превзошли их и, согласно Allmusic, «были одной из самых популярных рок-н-ролл групп 90-х». Лаура Синагра описывала Pearl Jam, как одну из самых влиятельных групп для современного рока, особо отмечая в их творчестве такие среднетемповые песни, как «Alive» и «Even Flow», в которых «достаточно мелодизма для того, чтобы начали подпевать мошеры». Группа вдохновила и повлияла на ряд таких коллективов как Silverchair, Puddle of Mudd и The Strokes. Творчество Pearl Jam также отразилось на развитие инди-рока в городах Пакистана, ставших центрами рок-музыки страны.
Музыкальный критик Джим Дерогатис писал что Pearl Jam «доказали свою преданность фанатам после истории с Ticketmaster». Эрик Вайсбред из журнала Spin сказал: «Группа, которую уже не раз обвинили в неистинном гранже, на данный момент является такой органичной и принципиальной рок-группой, что есть ощущение что подобных ей коллективов уже нет». В 2005 году группа была признана величайшей рок-группой США всех времён, по мнению читателей USA Today. В апреле 2006 года Pearl Jam получили награду «Best Live Act» журнала Esquire Esky Music Awards. В аннотации к награждению о Pearl Jam было сказано, что участники «редкие суперзвезды, продолжающие играть так, словно каждое шоу может оказаться последним». Фанбазу группы сравнивали с поклонниками Grateful Dead. Так, в журнале Rolling Stone на этот счёт писали: «Pearl Jam, беспрестанно разъезжавшие по турам и ставшие легендами рок-арен, создали вокруг себя фанатичный, Grateful-Dead-подобный культ, наподобие исчезающего духа Bruce Springsteen, The Who и U2».
Когда в интервью 2000 года Веддера спросили о наследии Pearl Jam, он сказал: «Я думаю, что в какой-то момент пути, мы начали чувствовать, что хотим дать людям веру, потому что у каждого из нас были такие группы, помогавшие, когда это требовалось. Это был большой вызов для нас, после нашей первой записи и реакции на него. У нас была цель: оставаться музыкантами, расти и выживать, глядя на всё это».

## Общественная деятельность
На протяжении своей карьеры, Pearl Jam старались привлечь внимание к социальным и политическим проблемам, начиная с прочойса и заканчивая оппозицией президентству Джорджа Буша Младшего. Веддер является своего рода пресс-секретарём группы по этим вопросам. Группа агитировала в поддержку людям с болезнью Крона, которой страдал Маккриди, выступала против монополизации Ticketmaster, поддерживала охрану окружающей среды и дикой природы. Гитарист Стоун Госсард проявлял активность в экологической деятельности, являлся сторонником нейтральной политики использования углеродосодержащих топливных продуктов для снижения нагрузки на природу. Веддер выступал за пересмотр дела West Memphis 3, а также посвятил им песню «Army Reserve» (из альбома Pearl Jam).
Группа, особенно Эдди Веддер, поддерживала прочойс. В 1992 году Spin опубликовал статью Веддера, «Reclamation», в которой он подробно описал свои взгляды на аборты. Во время концерта MTV Unplugged, Веддер написал на руке «PRO-CHOICE!», после чего группа в знак протеста исполнила песню «Porch». Участники группы являются членами ряда прочойс-организаций, включая Choice USA и Voters for Choice.
Как члены Rock the Vote и Vote for Change, группа призвала американцев к участию в выборах президента США. Веддер выступал в поддержку представителя партии зелёных, Ральфа Нейдера, в 2000 году. Pearl Jam отыграли ряд концертов в рамках тура Vote for Change в октябре 2004 года в поддержку кандидата в президенты Джона Керри. В интервью Rolling Stone относительно выступлений тура Vote for Change, Веддер сказал: «Я поддержал Ральфа Нейдера в 2000 году, это было время кризиса. Сейчас нам нужно новое правительство».
Иногда между песнями, Веддер комментирует актуальные политические события, часто отрицательно отзываясь о внешней политике США. Ряд песен группы, таких как «Bu$hleaguer» и «World Wide Suicide», содержат критику президентства Джорджа Буша. На фестивале Lollapalooza 2007 Веддер выступил против сброса отходов компании BP Amoco в озеро Мичиган, а в конце песни «Daughter», он спел «Джордж Буш покинь этот мир один. Джордж Буш найди себе другой дом». Когда группа начала исполнять песню на бис, Веддер пригласил на сцену ветерана Иракской войны, Томаса Янга, о котором был снят фильм Body of War. Позднее группа заметила что некоторые песни содержащие критику Буша, были исключены из веб-трансляции AT&T, что, по их мнению, является проявлением цензуры. Позднее AT&T принесли свои извинения музыкантам, но в цензуре обвинили Davie Brown Entertainment.
Pearl Jam провели множество концертов в поддержку благотворительных организаций. Так в 2001 году в Сиэтле группа являлась хэдлайнером концерта в поддержку деятельности ООН по борьбе с голодом. В 2005 году коллектив в Chicago House of Blues провели концерт, чтобы помочь пострадавшим от урагана Катрина; вся выручка была направлена в благотворительные организации Habitat for Humanity, American Red Cross и Jazz Foundation of America.
В 2011 году Pearl Jam были названы Planet Defenders by Rock the Earth за усилия по охране окружающей среды и масштабные мероприятия в поддержку сокращения выбросов углерода в атмосферу.

## Состав
| Нынешние участники - Эдди Веддер — ведущий вокал (1990—наши дни), гитара (1993—наши дни) - Стоун Госсард — гитара, бэк-вокал (1990—наши дни) - Майк Маккриди — гитара (1990—наши дни), бэк-вокал (1993—1994, 2009—наши дни) - Джефф Амент — бас-гитара, бэк-вокал (1990—наши дни) Концертные/сессионные музыканты - Бум Гаспар — клавишные, фортепиано, орган (2002—наши дни) - Джош Клингхоффер — гитара, перкуссия, клавишные, ударные, бэк-вокал (2021—наши дни) | Бывшие участники - Дэйв Крузен — ударные, перкуссия (1990—1991; концертный гость в 2017, 2022) - Мэтт Чемберлен — ударные, перкуссия (1991) - Дэйв Аббруццезе — ударные, перкуссия (1991—1994) - Джек Айронс — ударные, перкуссия, бэк-вокал (1994—1998) - Мэтт Кэмерон — ударные, перкуссия, бэк-вокал (1998—2025) Бывшие концертные музыканты - Ричард Стуверуд — ударные, перкуссия (2022) |

## Дискография
- Ten (1991)
- Vs. (1993)
- Vitalogy (1994)
- No Code (1996)
- Yield (1998)
- Binaural (2000)
- Riot Act (2002)
- Pearl Jam (2006)
- Backspacer (2009)
- Lightning Bolt (2013)
- Gigaton (2020)
- Dark Matter (2024)